# 위르겐 호이저
위르겐 호이저(독일어: Jürgen Heuser, 1953년 3월 23일 ~ )는 독일의 역도 선수였다.
메클렌부르크포어포메른주 바르트에서 태어난 호이저는 동독을 위해 참가하면서 1978년 게티스버그에서 열린 세계 역도 선수권 대회를 우승하였다.
1980년 모스크바 올림픽에서 최중량급 부문의 은메달을 획득하였다.